# NGC 6886
NGC 6886是在天箭座的一個行星狀星雲。1884年9月17日，NGC 6886被蘇格蘭天文學家羅夫·科普蘭發現的。